# Elección legislativa de Francia de 1795
La elección legislativa de Francia realizada entre el 12 y el 19 de octubre de 1795 eligieron a 150 de los 500 miembros del Consejo de los Quinientos. El resto de los escaños los ocuparon los miembros de la Convención Nacional de mayor edad.
Se aplicó el sufragio censitario, teniendo derecho a voto solo los ciudadanos que pagaban impuestos.

## Trasfondo
Durante el verano de 1795, luego de la Reacción Termidoriana, los miembros de la Asamblea Nacional comenzaron a trabajar en una nueva constitución que no favorecería a ningún partido o grupo en particular, mientras brindaba más apoyo al 'Grupo Medio' (que luego se convertiría en los Marais) y evitando cualquier uso extremo del poder visto durante el Reinado del Terror de Maximilien Robespierre. Bajo la Constitución del Año III, se estableció 'El Directorio' o La Directorio, que era una mezcla de las dos constituciones anteriores (1791 y 1793). El Directorio se dividió en 'dos ramas' (cámara alta, el Consejo de Antiguos formado por altos políticos independientes; y la cámara baja, el Consejo de los Quinientos, que era elegido por los terratenientes que pagaban impuestos) con un 'tercer ejecutivo' (el Órgano del Directorio). Muchos historiadores consideran que el nuevo sistema imitaba el sistema parlamentario británico, al tiempo que ampliaba lo que ahora se conoce como el "Sistema francés" de un ejecutivo y una asamblea separados, que trabajan en conjunto (siendo esta una mezcla de parlamentario y presidencial, hoy conocida como semipresidencial).
Con las próximas elecciones, los realistas (conocidos colectivamente como los monárquicos) esperan aprovechar las elecciones y ver un regreso a la monarquía y hacer campaña juntos en muchas regiones. Temiendo un resultado monárquico, los 'republicanos' (jacobinos, termidorianos y montagnards) aprueban una ley, conocida como el decreto de los 2/3, que vio que cada una de las casas del directorio contenía esos muchos miembros de la convención. Sin embargo, tras la insurrección realista del 13 de vendimiario , el principio de los 2/3 se convirtió en una ley odiada por los miembros de los partidos realistas y antirradicales.

## Resultados
| Partido | Partido        | Escaños |
| ------- | -------------- | ------- |
|         | Termidorianos  | 63      |
|         | Club de Clichy | 54      |
|         | Ultrarrealista | 33      |

Fuente: Election-Politique